# Hypochrosis
Hypochrosis là một chi bướm đêm thuộc họ Geometridae.

## Các loài
- Hypochrosis abstractaria Walker, [1863]
- Hypochrosis albodecorata Swinhoe, 1902
- Hypochrosis banakaria Plötz, 1880
- Hypochrosis binexata (Walker, [1863])
- Hypochrosis chlorozonaria Walker, 1860
- Hypochrosis cryptopyrrhata (Walker, [1863])
- Hypochrosis euphyes Prout, 1915
- Hypochrosis flavifusata [1]
- Hypochrosis hyadaria Guenée, 1857 [1]
- Hypochrosis iris (Butler, 1880)
- Hypochrosis irrorata [1]
- Hypochrosis praeaurata Prout, 1928
- Hypochrosis pyrrhophaeata (Walker, [1863])
- Hypochrosis sternaria Guenée, 1857
- Hypochrosis subrufa (Bastelberger, 1908)
- Hypochrosis waterstradti Holloway, 1976

## Hình ảnh

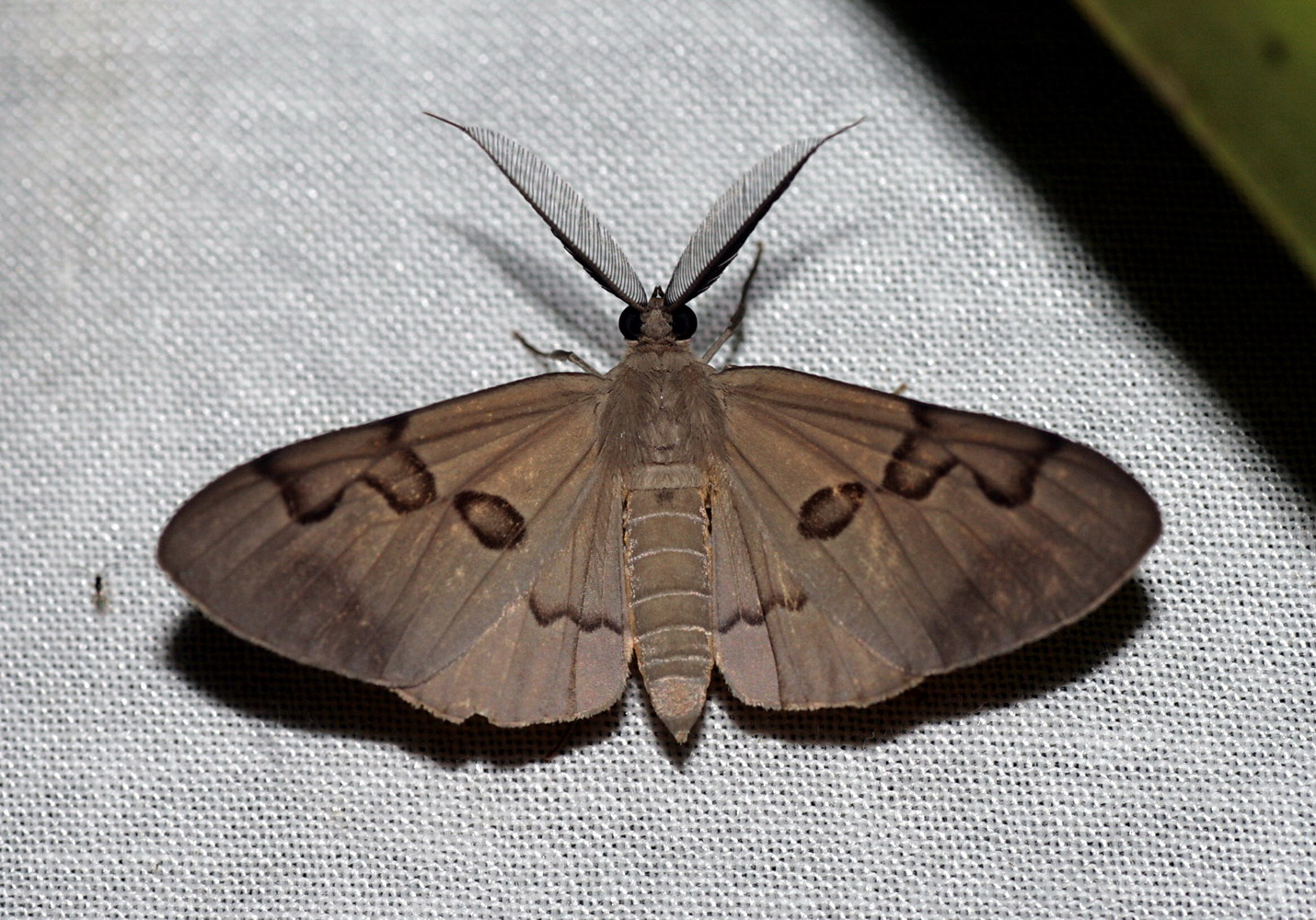